# غرر الحكم ودرر الكلم
كتاب غُرَرُ الحِكم و دُرَرُ الكلِم يحتوي على كلمات قصار وحكم ومواعظ علي بن أبي طالب ألّفه الشيخ عبد الواحد بن محمد التميمي الآمدي،المتوفى سنة 510 هجرية. وجمع فيه الكلمات على ترتيب الأحرف الأبجدية في اللغة العربية. ويعدّ الكتاب من أشهر المصنفات الحديثية عند الشيعة الإمامية ودونت له شروح وتراجم عديدة.

## المؤلف
ولد عبد الواحد بن محمد التميمي الآمدي في سنة 510 ه‍ـ بمدينة آمد، في منطقة ديار بكر وهو من أعلام القرنين الخامس و السادس الهجريين. لا توجد معلومات وافية عن حياته
ولكن عدّه علماء الكبار ـ كالمجلسي وأفندي الأصفهاني والنوري و ابن شهر آشوب الذي كان من تلامذته ـ من الشيعة الإمامية ومن كبار محدثيها .
لقد اشتهر الآمدي بكتابه غرر الحكم الذي يعتبر من أهم الكتب عند الشيعة و يكون أحد مصادر العلامة المجلسي لموسوعة بحار الأنوار، و له كتاب آخر و هو الحكم والأحكام من كلام سيد الأنام والمعروف بـ «جواهر الكلام في شرح الحكم والاحكام». ثم توفى الآمدي سنة 510 هـ على بعض الروايات.

## بعض الحكم
المختارات من حكم امير المؤمنين من كتاب غرر الحكم و درر الكلم:
- كن مطيعا لله سبحانه و بذكره آنسا و تمثل في حال توليك عنه إقباله عليك يدعوك إلى عفوه و يتغمدك بفضله.
- الكلام كالدواء قليله ينفع و كثيره قاتل.
- ليس الخير أن يكثر مالك و ولدك إنما الخير أن يكثر علمك و يعظم حلمك.
- عليكم بصنائع الإحسان و حسن البر بذوي الرحم و الجيران فإنهما يزيدان في الأعمار و يعمران الديار.
- العالم و المتعلم شريكان في الأجر و لا خير فيما بين ذلك.
- دع الانتقام فإنه من أسوء أفعال المقتدر و لقد أخذ بجوامع الفضل من رفع نفسه عن سوء المجازاة.[5]

## الشروح و التراجم
كتبت على هذا الكتاب شروح كثيرة منها:

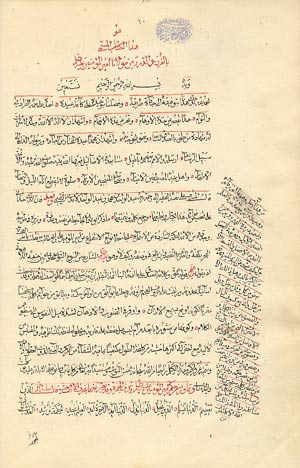
مخطوطة قديمة للكتاب

- شرح غررالحكم للسيد جمال الخوانسارى المتوفى سنة 1125 ه , كتبه استجابة لرغبة الـشـاه سـلـطان حسين الصفوى , و نظم هذا الشرح في مجلدين.
- نظم الغرر لعبد الكريم بن محمد القزوينى ، قام الشارح بتقسيم الكتاب تقسيما موضوعيا ثم قام بشرحه في تسعة وتسعين بابا و نـقـل في ذيل بعض الكلمات آية أو آيات من القرآن الكريم واحاديث عن الأئمة بما يـنـاسـب الـمـقـام .
- نـظـم الـغـرر والـدرر من كلام اميرالمؤمنين للشيخ إبراهيم بن شهاب الدين أحمد التبريزى الحصفكى المشهور بابن الملا من علما حلب .
- منتخب الغرر للسيد زين العابدين بن ابي القاسم الطبأطبائي .

وقام بتـرجـمته باللغة الفارسية محمد على الانصارى ، و صدرت ترجمتة في جزين بطهران .

## انظر ايضاً
- نهج البلاغة
- مصحف علي
- عبد الواحد الآمدي

## وصلات خارجية
- غـُرَرُ الحِكَم ودُرَرُ الكَلم.
- شرح غرر الحكم ودرر الكلم للإمام أميرالمؤمنين عليه السلام.